# Дятловка (Балашихинський міський округ)
Дя́тловка (рос. Дятловка) — присілок у складі Балашихинського міського округу Московської області, Росія.

## Населення
Населення — 196 осіб (2010; 179 у 2002).
Національний склад (станом на 2002 рік):
- росіяни — 98 %